# David Thewlis
Pour les articles homonymes, voir David Wheeler, Wheeler et Thewlis.
 (avril 2023).
Si vous disposez d'ouvrages ou d'articles de référence ou si vous connaissez des sites web de qualité traitant du thème abordé ici, merci de compléter l'article en donnant les références utiles à sa vérifiabilité et en les liant à la section « Notes et références ».
David Wheeler, dit David Thewlis [ˈdeɪvɪd ˈθjuːlɪs], né le 20 mars 1963 à Blackpool (Lancashire), est un acteur, musicien et scénariste britannique.
Il obtient le prix d'interprétation masculine du Festival de Cannes 1993 pour le film Naked de Mike Leigh.
Il est également connu pour avoir incarné le professeur Remus Lupin dans la saga Harry Potter.

## Biographie

### Enfance
Né dans le Lancashire, il y grandit avec ses parents, qui tiennent un magasin de jouets. Cadet d'une famille de trois enfants, David touche d'abord au domaine de la musique avec deux groupes rock avant de suivre des cours de comédie à la Guildhall School of Music and Drama dans le but de suivre ses amis. Un acteur s'appelant déjà David Wheeler, il décide de prendre le nom de jeune fille de sa mère.

### Reconnaissance mondiale
En 1993, il obtient une première reconnaissance publique grâce au drame Naked, qui lui vaut le prix d'interprétation masculine au Festival de Cannes.
Il a collaboré dans les films de réalisateurs notoires tels que Mike Leigh, Jean-Jacques Annaud, Terrence Malick, Joel et Ethan Coen, Steven Spielberg, Bernardo Bertolucci, Louis Malle, Luc Besson, Caroline Thompson ou encore Paul Auster, Ridley Scott, Richard Donner, Roland Emmerich, John Frankenheimer et Agnieszka Holland.
En 1995, il tourne Rimbaud Verlaine avec Leonardo DiCaprio, dans lequel il incarne le rôle de Paul Verlaine, le mentor, puis compagnon du célèbre poète Arthur Rimbaud.
Son rôle de Remus Lupin dans la saga des Harry Potter lui donne une grande notoriété.

## Vie privée
Thewlis a été marié à la réalisatrice, scénariste et actrice galloise Sara Sugarman de 1992 jusqu'à leur divorce en 1994.
Il a ensuite eu une brève relation avec l'actrice anglaise Kate Hardie.
Il a vécu avec l'actrice Anna Friel, rencontrée en avion alors qu'il se rendait à Cannes. Ils ont une fille, Gracie Ellen Mary Friel, née le 9 juillet 2005 à Londres. Le couple s'est séparé en décembre 2010.
Thewlis a épousé l'artiste française Hermine Poitou le 5 août 2016. Ils vivent à Sunningdale, dans le Berkshire.

## Filmographie
Sauf indication contraire, les informations mentionnées dans cette section peuvent être confirmées par la base de données cinématographiques IMDb,  présente dans la section « Liens externes ».

### Comme acteur

#### Cinéma
- 1986 : The Singing Detective : Solda
- 1987 : The Short and Curlies : Clive
- 1987 : Road : Joey
- 1987 : La Petite Dorrit (Little Dorrit) : George Braddle
- 1988 : Vroom : Ringe
- 1989 : Resurrected : Kevin Deakin
- 1990 : Life Is Sweet : l'ami de Nicola
- 1991 : Double Vue : Locksmith / Tom Miller
- 1992 : Fatale : détective
- 1993 : The Trial (en) : Frank
- 1993 : Naked : Johnny
- 1994 : Prince Noir : Jerry Barker
- 1995 : Le Don du roi : John Pearce
- 1995 : Rimbaud Verlaine (Total Eclipse) : Paul Verlaine
- 1996 : Cœur de dragon : le Roi Einon
- 1996 : L'Île du docteur Moreau : Edward Douglas
- 1997 : Sept ans au Tibet : Peter Aufschnaiter
- 1997 : Américain impekable de Paul Chart : Santini
- 1998 : The Big Lebowski : Knox Harrington
- 1998 : Divorcing Jack : Dan Starkey
- 1998 : Shanduraï : Jason Kinsky
- 1999 : Whatever Happened to Harold Smith? de Peter Hewitt
- 2000 : Gangster No. 1 : Freddie Mays
- 2002 : Prisonniers du temps : Robert Doniger
- 2003 : Cheeky : Harry
- 2004 : Harry Potter et le Prisonnier d'Azkaban de Alfonso Cuarón : Remus Lupin
- 2005 : Kingdom of Heaven : le chevalier-hospitalier
- 2005 : Les Enfants invisibles (All the Invisible Children) : Jonathan
- 2005 : Le Nouveau Monde : le capitaine Edward Wingfield
- 2006 : Basic Instinct 2 : Roy Washburn
- 2006 : La Malédiction : Keith Jennings
- 2007 : Harry Potter et l'Ordre du Phénix de David Yates : Remus Lupin
- 2007 : La Vie intérieure de Martin Frost : Martin Frost
- 2008 : Le Garçon au pyjama rayé : Ralf, le père
- 2009 : Veronika décide de mourir (Veronika Decides to Die) : Dr Blake
- 2009 : Harry Potter et le Prince de sang-mêlé de David Yates : Remus Lupin
- 2009 : Mr. Nice : Jim McCann
- 2010 : London Boulevard : Jordan
- 2010 : Harry Potter et les Reliques de la Mort, partie 1 de David Yates : Remus Lupin
- 2011 : Harry Potter et les Reliques de la Mort, partie 2 de David Yates : Remus Lupin
- 2011 : Anonymous : William Cecil
- 2011 : Cheval de guerre (War Horse) : Lyons
- 2011 : The Lady de Luc Besson : Michael Aris et son frère jumeau Anthony Aris
- 2012 : Red 2 : The Frog
- 2013 : Le Théorème Zéro (The Zero Theorem) de Terry Gilliam : Joby
- 2013 : Le Cinquième Pouvoir (Fifth Estate) de Bill Condon : Nick Davies
- 2014 : Hysteria (Stonehearst Asylum) de Brad Anderson : Mickey Finn
- 2014 : Queen and Country de John Boorman : Bradley
- 2014 : Une merveilleuse histoire du temps (Theory of Everything) de James Marsh : Dennis Sciama
- 2015 : Legend de Brian Helgeland
- 2015 : Régression de Alejandro Amenábar : Dr Kenneth Raines
- 2015 : Macbeth : Duncan
- 2017 : Wonder Woman de Patty Jenkins : Arès
- 2017 : Justice League de Zack Snyder : Arès
- 2018 : Le Jour de mon retour (The Marsh) de James Marsh : Rodney Hallworth
- 2019 : Guest of Honour d'Atom Egoyan : Jim
- 2020 : Je veux juste en finir (I'm Thinking of Ending Things) de Charlie Kaufman
- 2021 : Zack Snyder's Justice League : Arès (caméo)
- 2022 : Enola Holmes 2 de Harry Bradbeer
- Prévu en 2025 : Avatar: Fire and Ash de James Cameron : Peylak

#### Courts métrages
- 2010 : Athéna
- 2012 : Separate We Come, Separate We Go de Bonnie Wright : Norman

#### Télévision
- 1993 : Suspect numéro 1, saison 3 : James Jackson
- 2002 : Dinotopia (mini-série) : Cyrus Crabb
- 2015 : An Inspector Calls (en) (téléfilm) de Helen Edmundson : Détective Goole
- 2017 : Fargo (série télévisée), saison 3 : V. M. Varga
- 2019 : The Feed (série télévisée), saison 1 : Lawrence Hatfield
- 2022 : Landscapers : Christopher Edwards
- 2022 : Sandman : John Dee
- 2023 :The Artful Dodger (série télévisée)
- 2023 : Le Renard : Prince des voleurs (The Artful Dodger) : Norbert Fagin
- 2024 : Kaos : Hadès

#### Doublage
- 1996 : James et la pêche géante (film d'animation) : le ver de terre
- 2015 : Anomalisa (film d'animation) de Duke Johnson et Charlie Kaufman : Michael
- 2017 : Big Mouth (série d'animation) : The Shame Wizard

### Comme réalisateur et scénariste
- 1995 : Hello! Hello! Hello!
- 2003 : Cheeky

## Distinctions
Sauf indication contraire, les informations mentionnées dans cette section peuvent être confirmées par la base de données cinématographiques IMDb,  présente dans la section « Liens externes ».

### Récompenses
Prix du meilleur acteur pour son rôle dans Naked :
- Festival du film de Cannes (1993)
- British Film Awards (1994)
- London Critics Circle Film Awards (1994)
- National Society of Film Critics Awards (1994)
- New York Film Critics Circle Awards (1993)

Autre récompense
- British Independent Film Awards : Richard Harris Award pour sa contribution exceptionnelle aux films britanniques (2008)

### Nominations
- BAFTA Award du meilleur court métrage pour Hello, Hello, Hello (1996)
- British Independent Film Awards : meilleur acteur dans un film indépendant pour Divorcing Jack (1998)
- Golden Globe du meilleur acteur dans un second rôle dans une série, une mini-série ou un téléfilm pour Fargo (2018)

## Voix françaises
En France, David Thewlis est régulièrement doublé par Guillaume Lebon. Bernard Alane et Gérard Darier l'ont également doublé respectivement à six et cinq reprises.
En France
| - Guillaume Lebon dans : - Cheeky - Harry Potter et le Prisonnier d'Azkaban - Harry Potter et l'Ordre du Phénix - Veronika décide de mourir - Harry Potter et le Prince de sang-mêlé - Harry Potter et les Reliques de la Mort, partie 1 - Harry Potter et les Reliques de la Mort, partie 2 - Stonehearst Asylum - Je veux juste en finir - Kaos (série télévisée) - Bernard Alane dans : - Le Don du roi - Sept ans au Tibet - Kingdom of Heaven - The Lady - Fargo (série télévisée) - Le Jour de mon retour - Gérard Darier dans : - La Malédiction - Anomalisa - Sandman (série télévisée) - Enola Holmes 2 - Le Renard : Prince des voleurs (série télévisée) - Jean-François Vlérick dans : - Basic Instinct 2 - London Boulevard - Le Cinquième Pouvoir - Régression | - Bernard Gabay dans : - Suspect numéro 1 (série télévisée) - L'Île du docteur Moreau - Une merveilleuse histoire du temps - Gabriel Le Doze dans : - Dinotopia (série télévisée) - Legend - Wonder Woman - Lionel Tua dans : - Cheval de guerre - Red 2 Et aussi - Dominique Collignon-Maurin dans Naked - Éric Herson-Macarel dans Cœur de dragon - Marc-Henri Boisse dans Rimbaud Verlaine - Laurent Natrella dans The Big Lebowski - Réginald Huguenin dans Shandurai - Emmanuel Karsen dans Divorcing Jack - Bruno Forget dans Whatever Happened to Harold Smith? - Stéphane Ronchewski dans Gangster No. 1 - Hervé Bellon dans Prisonniers du temps - Philippe Catoire dans Le Nouveau Monde - Bernard Lanneau dans Le Garçon au pyjama rayé - Patrick Bonnel dans Anonymous - Didier Flamand dans Macbeth |